# Claudio Bohórquez

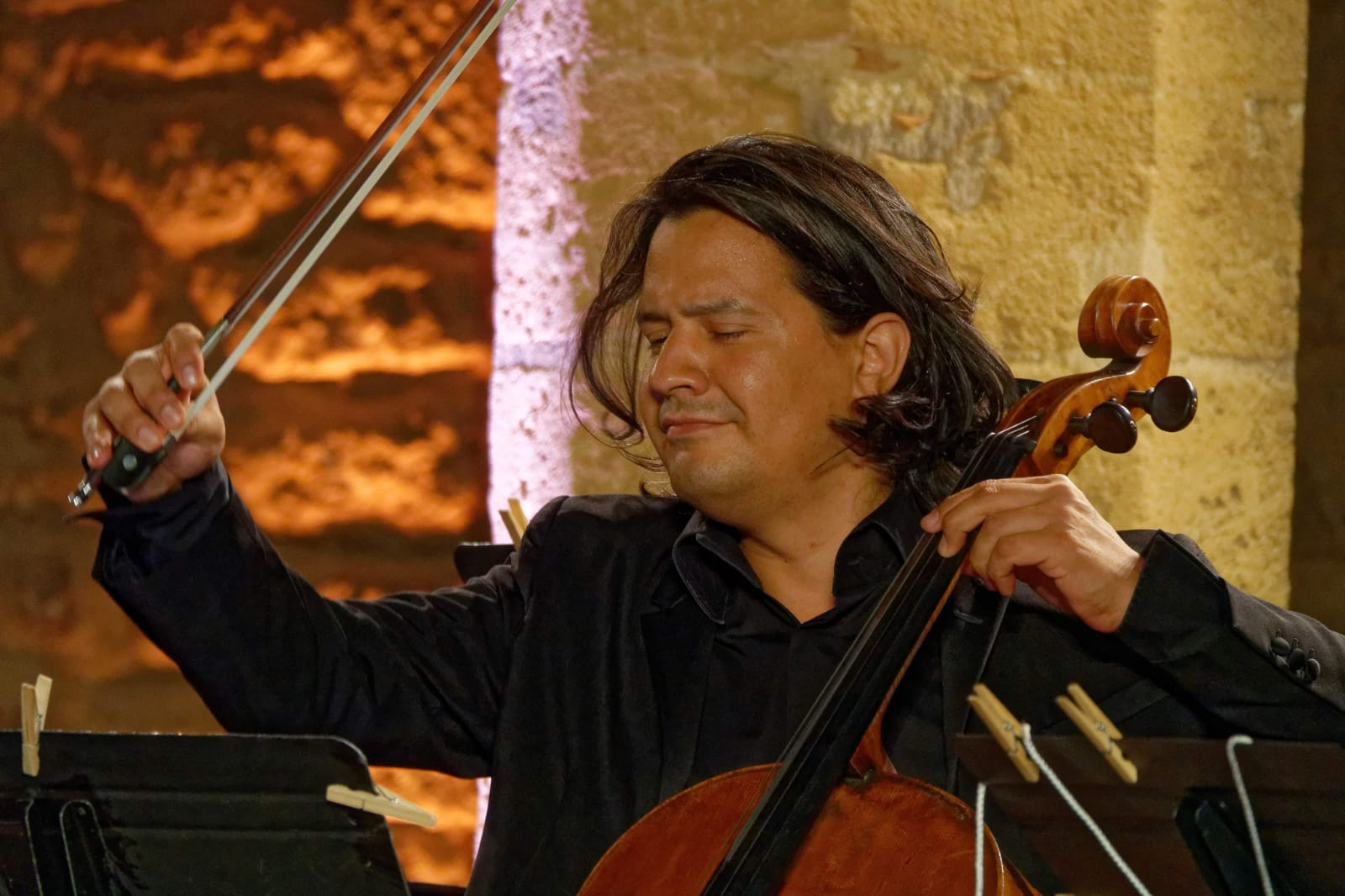
Claudio Bohórquez, 2020

Claudio Bohórquez (* 1976 in Gifhorn) ist ein deutscher Cellist und Musikpädagoge.

## Leben und Werk
Claudio Bohórquez wurde in Gifhorn in eine Musikerfamilie hinein geboren und wuchs in Karlsruhe auf. Sein aus Peru stammender Vater Oscar Bohórquez (Vater), wirkte lange Jahre als Erster Solofagottist am Badischen Staatstheater Karlsruhe und als Fagottlehrer an der Hochschule für Musik in Karlsruhe, seine aus Uruguay stammende Mutter wirkte als Pianistin. Im Alter von sieben Jahren begann er zusammen mit seinem Freund Jesús Castro-Balbi, heute ebenfalls Cello-Professor, das Cello zu erlernen. Claudio Bohórquez studierte bei Boris Pergamenschikow in Köln und Berlin Cello. Er war früh bei Wettbewerben, wie dem Tschaikowsky-Jugendwettbewerb Moskau oder dem Rostropowitsch-Wettbewerb Paris erfolgreich. 1995 errang er beim Internationalen Musikwettbewerb Genf den ersten Preis. Dieser Erfolg markierte den Beginn seiner Solistenkarriere. 2000 gewann er mit einer Auszeichnung den erstmals ausgetragenen Internationalen Pablo-Casals-Wettbewerb der Kronberg Academy. Hier erhielt er aus der Hand von Marta Casals Istomin das Goffriller-Cello von Pablo Casals als zweijährige Leihgabe.
Bohórquez trat als Orchestersolist mit zahlreichen deutschen Orchestern, darunter nahezu alle Rundfunkorchester auf. Er trat auch mit zahlreichen renommierten internationalen Orchestern wie beispielsweise den Wiener Symphonikern, dem Collegium Musicum Basel, dem Orchestre de Paris und der Academy of St. Martin in the Fields auf. Er konzertierte als Orchestersolist auch in Japan und den Vereinigten Staaten. Er arbeitete dabei mit namhaften Dirigenten wie Daniel Barenboim, Christoph Eschenbach, Manfred Honeck oder Sir Neville Marriner zusammen.
Er trat auch bei zahlreichen Festivals wie beispielsweise dem City of London Festival, dem Penderecki-Festival Warschau oder auch dem Jerusalem International Chamber Music Festival auf. Kammerkonzerte gab er unter anderem mit Jörg Widmann, Viviane Hagner und Jonathan Gilad. Im Streichtrio konnte man Bohórquez zusammen mit Daishin Kashimoto und Amihai Grosz hören. Manchmal tritt er auch mit seinem Bruder, dem Violinisten Oscar Bohórquez (Sohn) gemeinsam auf.
Claudio Bohórquez spielte zahlreiche Tonträger sowie Rundfunk- und Fernsehaufnahmen ein. Als Interpret wirkte er in dem Soundtrack für den Film Ten Minutes Older mit, der weltweit in Kinos gespielt wurde.
Von 2011 bis 2016 wirkte Bohórquez als Professor für das Fach Cello an der Musikhochschule Stuttgart. Seit 2016 ist er Professor an der Hochschule für Musik Hanns Eisler Berlin, an der er zuvor schon als Gastdozent unterrichtet hatte.
Bohórquez spielt ein Violoncello von Giovanni Battista Rogeri, das ihm die Landeskreditbank Baden-Württemberg zur Verfügung stellt.